# DTV
DTV a fost un canal privat de televiziune din Republica Moldova.
Principalele emisiuni ale postului au fost:
- Dimineața ta, magazin matinal
- Lumea de lângă noi, talk-show
- Dimensiuni culturale, talk-show
- Ora Z, talk-show
- Formula de sănătate, emisiune informativă